# Тедди (ураган, 2020)
Ураган «Тедди» (англ. Hurricane Teddy) — мощный ураган кабо-вердианского типа, который был четвёртым по величине ураганом Атлантического океана по диаметру, вызвал сильный шторм вдоль восточного побережья США и Атлантической Канады в сентябре 2020 года года. Двадцатая тропическая депрессия, девятнадцатый названный шторм, восьмой ураган и второй крупный ураган чрезвычайно активного сезона ураганов в Атлантике 2020.
Во время подготовки к урагану Тедди для Бермудских островов и Атлантической Канады были выпущены предупреждения. Два человека в Пуэрто-Рико утонули от сильного шторма, тогда как ещё один утонул в Нью-Джерси. Общий ущерб оценивается минимум в 35 млн долларов.

## Метеорологическая история

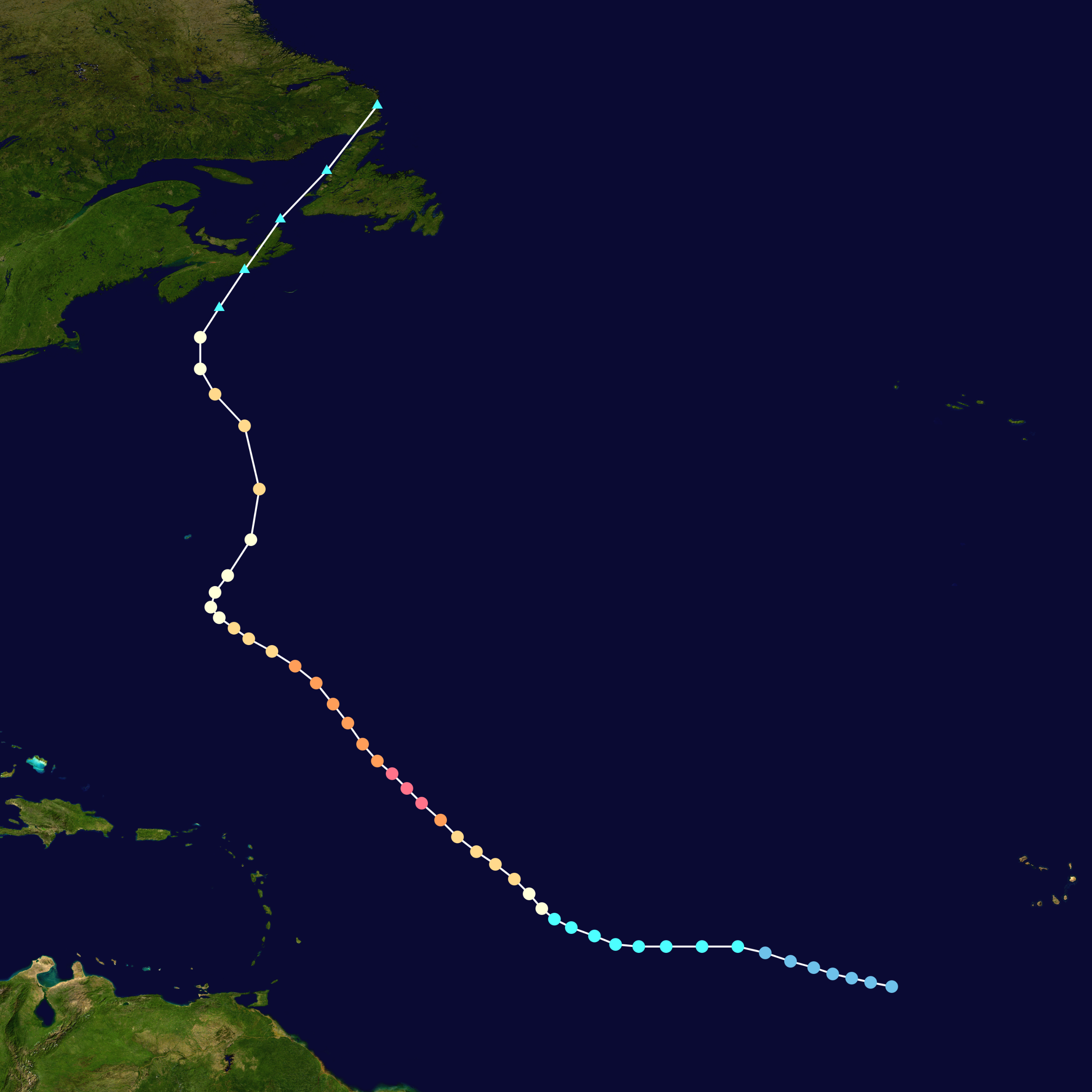
Карта пути и интенсивности Урагана Тедди по шкале Саффира — Симпсона

Национальный центр ураганов (NHC) начал мониторинг тропической волны над Западной Африкой в 00:00 UTC 7 сентября. Ожидалось развитие этой волны, и в 00:00 UTC 9 сентября она получила высокий шанс развиться в течение следующих пяти дней, несмотря на то, что она все ещё находится в глубине суши. Волна вошла в Атлантический океан в 12:00 UTC 10 сентября и начала стабильно организовываться, образуя широкую область низкого давления в 18:00 UTC 11 сентября, хотя её большие размеры не позволяли ей быстро организоваться. На следующий день минимум наконец стал более четким, и в 21:00 по UTC, 12 сентября, NHC определил эту область как тропическая депрессия двадцать.
Сначала депрессия пыталась организоваться в течение суток через её большие размеры и умеренный сдвиг ветра. После того, как смещение уменьшилось, система стала более организованной и укрепилась в «Тропический шторм Тедди» в 09:00 UTC 14 сентября, став самой ранней девятнадцатой тропической бурей, зарегистрированной в Атлантическом сезоне ураганов, превысив старую отметку 4 октября, которая ранее была установлена субтропической бурей «Азорских островов» в 2005 году. Ураган продолжал усиливаться, когда стал лучше организованным, и глаз начал формироваться позднее 15 сентября. Затем он быстро усилился до урагана около 06:00 UTC на следующий день. Буря продолжала усиливаться, став позже в тот же день ураганом 2 категории. Однако небольшой сдвиг западного ветра ненадолго остановил усиления и даже ослабил шторм до 1 категории в 03:00 UTC 17 сентября. Однако, когда сдвиг снова уменьшился, шторм начал вторую фазу быстрого усиления, став вторым большим ураганом сезона в 15:00 UTC в тот день. Тедди продолжал усиливаться быстрыми темпами и стал ураганом 4 категории через 6:00, достигнув своей пиковой интенсивности 140 миль в час (220 км / ч) и давления 945 мб (27,91 дюйма рт. Ст.). Впоследствии внутренние колебания привели к тому, что шторм слегка ослаб до урагана 3 категории в 09:00 UTC 18 сентября. Вскоре после этого Тедди ненадолго восстановился до урагана 4 категории, прежде чем снова ослабнуть. Длительные внутренние колебания привели к тому, что глаз почти рассеялся, и Тедди ослаб ниже статуса основного урагана в 12:00 UTC 20 сентября.
Тедди продолжал движение на север, ослабевая до урагана 1 категории, когда он начал сливаться с жёлобом в конце 21 сентября. В 15:00 UTC того же дня шторм ближе всех подошёл к Бермудских островов как сильный ураган 1 категории, прежде чем ускорить движение на северо-запад от острова. Полет охотников за ураганами обнаружил, что Тедди немного укрепился благодаря сочетанию вливания бароклиничнои энергии из жёлоба и теплых океанических вод с Гольфстрима, и был повышен до статуса 2 категории. Тедди также удвоился в размере в результате слияния с жёлобом. Ураган продолжал расширяться и начал переход в посттропический, приближаясь к побережью Атлантической Канады. Хотя Тедди оказался посттропическим циклоном, охотники за ураганами обнаружили теплое ядро в центре Тедди. Непосредственно перед переходом в посттропический циклон, диаметр штормовых ветров измерялся до 1370 км с северо-востока на юго-запад, что делает Тедди четвёртым по величине ураганом Атлантики. К тому времени Тедди снова ослаб до урагана 1 категории, прежде чем стать посттропическим циклоном в 00:00 UTC 23 сентября. В 12:00 UTC, шторм совершил выход на берег у Екум Секум, Новая Шотландия, с ветром 105 миль / ч (168 км / ч) с минимальным центральным давлением 964 мб (28,47 дюйма рт. Ст.). Он продолжал ослабевать, и NHC выдал последнее предупреждения 24 сентября. Пост-тропический циклон «Тедди» тогда ускорился на север, прежде чем сделать большую петлю на север от Ньюфаундленда и повернуть на восток, ненадолго укрепившись к минимальной штормовой силы, прежде чем снова ослабить и рассеяться 27 сентября.

## Подготовка и последствия
Ураган вызвал вызвал сильный шторм, который коснулся Малых Антильских островов, Восточного побережья США, Бермудских островов и Атлантической Канады. Национальным управлением океана и атмосферы (NOAA) в северной части Атлантики у побережья Новой Шотландии, сообщил о высоте волны 11 футов в начале 22 сентября.  Волны достигли 42 футов (13 м) у другого севернее Тедди днем 22 сентября, ветер с порывами около 115 миль / ч (115 км / ч)..

### Бермуды
Штормовые предупреждения были выданы для Бермудских островов из-за приближении Урагана Тедди.  Правительство Бермудских островов закрыл все государственные службы, такие как общественный транспорт и школы. Международный аэропорт имени Л. Ф. Вейда был закрыт во время шторма, но открылся 22 сентября после того, как шторм прошёл. Также сообщалось об эрозии пляжей.

### США
Национальная служба погоды предупредила о сильном ветре и прибрежные наводнения на востоке Новой Англии. 22 сентября было выдано предупреждение о сильном ветре для района Нантакет и прибрежной графства Плимут. Кроме того, для этих районов и для округа Бристоль был издан рекомендации по серфингу. Для всего штата Массачусетс было выдано предупреждение о шторме, которое сигнализирует о том, что возможные критические опасные условия из-за порывистого ветра. В Северной Каролине предупреждения о наводнениях прибрежных районах действовало для северных берегов и острова Хаттерас до 21 сентября, но до 22 сентября Национальная служба погоды прогнозировала незначительные наводнения в прибрежных районах, округе Картерет и прибрежном Осло, а также на островах Окракок и Банки к югу 22 сентября.
18 сентября супруги утонули в море возле пляжа Ла в городе Лоиза, Пуэрто-Рико, из-за сильных волн, вызвавших ураганом на севере Малых Антильских островов. В Чарльстоне, штат Южная Каролина, длительные подряд, с 19 по 21 сентября, город сообщил о некоторых наводнения в своем историческом районе в центре города, рядом с некоторыми другими районами у побережья. В Северной Каролине прибрежные районы подверглись эрозии пляжей и наводнений в прибрежных районах. 12 шоссе  в Северной Каролине было закрыты с 20 по 22 сентября из-за штормовоно прилива и вынос песка на дорогу. Кроме того, на национальном побережье мыса Хаттерас было смыто более 80 дюн. Вдоль восточного побережья шторм привел к подтоплению у пляжа Пойнт Плезант, штат Нью-Джерси. В Массачусетсе не было сообщений о дожде, однако порывы ветра более 30 миль / ч (50 км / ч) были зарегистрированы вблизи Кейп-Кода.  Службы чрезвычайных ситуаций находились в режиме ожидания на юге штата Мэн, на случай, если наводнения станут опасными.  Некоторые люди в городе решили установить мешки с песком во время шторма на случай затопления домов.

### Канада

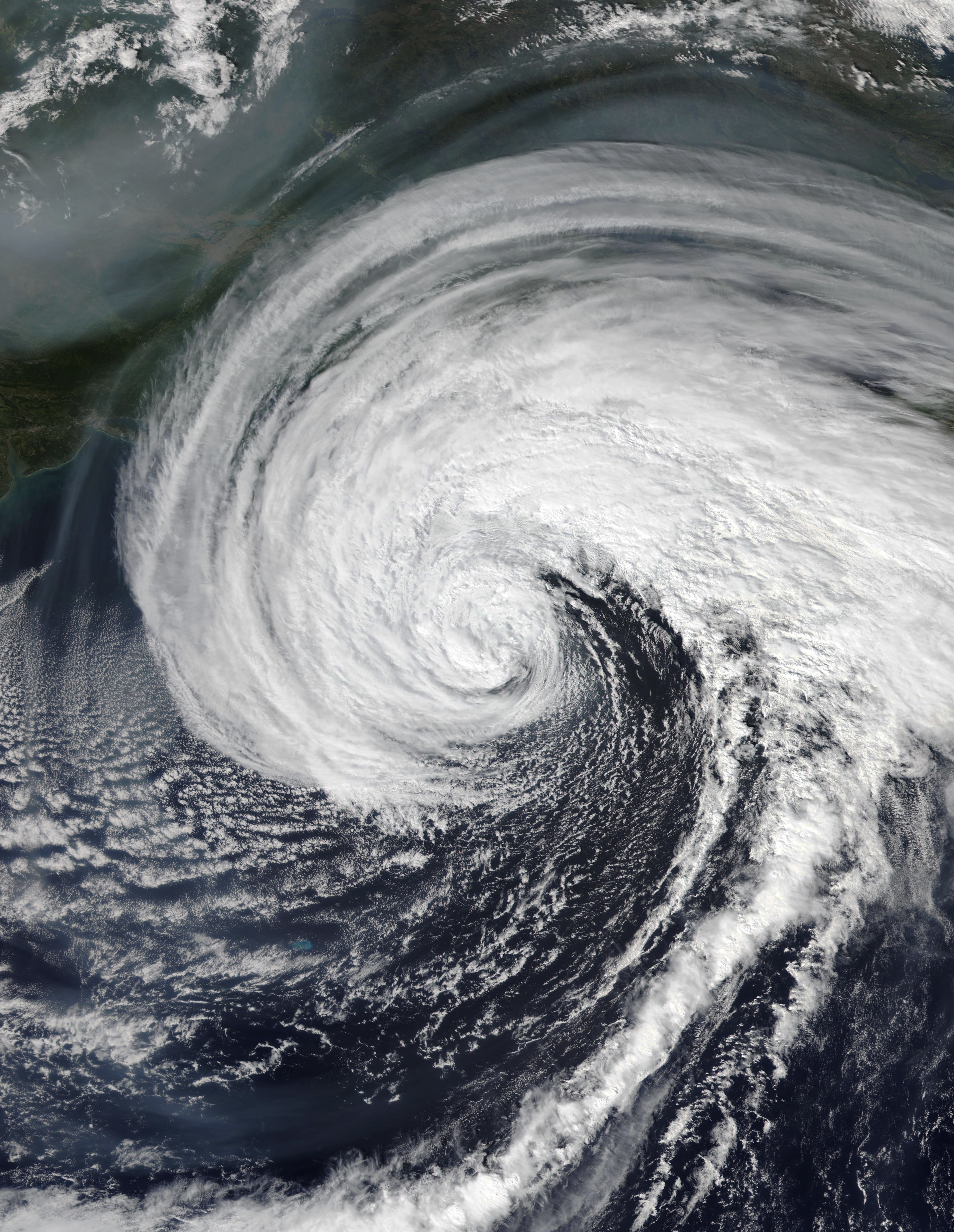
Ураган Тедди приближается к Новой Шотландии незадолго до того, как 22 сентября станет внетропическим

Штормовые предупреждения были выданы, когда шторм приближался к Новой Шотландии. Муниципальные спортивные площадки, трассы были закрыты 23 сентября. Школы также были закрыты во многих регионах провинции. Транзит "Галифакс" прекратил сообщения во время прохождения шторма, но 23 сентября возобновил свои услуги в 12:00 ADT (15:00 UTC).
Шли умеренные и сильные осадки в Новой Шотландии, достигнув пика на уровне 131 миллиметра в Ингониши. Кроме того, в Гранд Етанґи был зафиксирован пик ветра 132 км / ч. В Бедфорде река Саквилл вышла на берег, затопив соседний парк. Около 20 000 человек потеряли электроэнергию по всей провинции, но последствия в Новой Шотландии были меньше, чем предполагалось изначально.